# Потапов, Всеволод Викторович
Все́волод Ви́кторович Пота́пов (род. 11 марта 1964, Бухарест, Румыния) — советский и российский лингвист. Доктор филологических наук (1998), сотрудник филологического факультета МГУ им. М. В. Ломоносова, заслуженный научный сотрудник МГУ (2023), гумбольдтианец. Специалист в области русистики, сопоставительной лингвистики (славянские и германские языки), теоретической и прикладной лингвистики. Сфера научных интересов лежит в области фонетики, ритмологии, социолингвистики, нейрофизиологии и проблем интернет-коммуникации.

## Биография
Родился в Бухаресте в семье гуманитариев: Виктора Михайловича Потапова (1934—2006), специалиста-международника со знанием французского и румынского языков и Родмонги Кондратьевны Потаповой (урожд. Ильиной; род. 1936), известного ученого в области германистики и прикладной лингвистики. Старший брат Владислав (род. 1960), специалист по международному праву, со своей семьей постоянно проживает в США. Дедушка, Кондратий Хараевич Ильин (1905—1988), окончил Ленинградский восточный институт по специальности «монголоведение», ученик известного востоковеда Б. Я. Владимирцова, всю свою жизнь проработал переводчиком с монгольским языком на правительственном уровне, в послевоенные годы участвовал в качестве переводчика в процессе над главными военными преступниками в Токио (1946—1948), с 1965 года — персональный пенсионер союзного значения. Бабушка, Мария Александровна Ильина (1913—1980), врач-физиотерапевт. Тётя по отцовской линии, Галина Михайловна Кулик (1928—2000), юрист. Дядя по материнской линии, Владимир Кондратьевич Ильин (1942—1969), специалист-международник со знанием исландского, немецкого и английского языков, работая в Министерстве иностранных дел СССР, профессионально занимался вопросами экономического развития Исландии, — была уже написана кандидатская диссертация, трагически погиб в автомобильной катастрофе. Двоюродный брат по материнской линии, Кирилл Владимирович Ильин (род. 1969), специалист по международному (европейскому) праву, член адвокатской палаты г. Мадрида.
В 1981 году окончил московскую английскую специализированную школу № 40 имени П. Е. Дыбенко, расположенную на Ленинградском шоссе (в настоящее время «Школа № 1250»).
В 1986 году окончил отделение русского языка и литературы филологического факультета МГУ (специализация по объединенной в то время кафедре общего, сравнительно-исторического и прикладного языкознания, которой заведовал Ю. В. Рождественский). Начиная со студенческих лет, совмещал учебу с научной деятельностью по хоздоговорам (проектам) в Лаборатории фонетики и речевой коммуникации филологического факультета МГУ в должности младшего научного сотрудника. В 1985 году при кафедре русского языка филологического факультета МГУ прошел специализацию «русский язык как иностранный», а также педагогическую практику в московской английской специализированной школе № 31 (в настоящее время «Школа № 1520 имени Капцовых»).
В 1990 году на филологическом факультете защищена кандидатская диссертация «Ритмическая организация публицистической и научной речи (на материале чешского, болгарского и русского языков» (научный руководитель — Л. В. Златоустова). В 1990—1994 годах научный сотрудник сектора социолингвистики Института языкознания РАН. В этот период установились научные контакты на долгие годы с В. А. Виноградовым, Л. П. Крысиным и Э. А. Макаевым. В 1991 году участвовал в качестве докладчика на 12-м Международном конгрессе по фонетическим наукам (ICPhS) в Экс-ан-Провансе (Франция). Включён в состав редакционных коллегий журналов из перечня ВАК РФ: «Социальные и гуманитарные науки. Отечественная и зарубежная литература. Серия 6, Языкознание» и «Человек: Образ и сущность. Гуманитарные аспекты» (оба журнала издаются ИНИОН РАН).
В 1994—1996, 1998, 2000 годах стипендиат Германского научного Фонда Александра фон Гумбольдта в Институте славистики Вюрцбургского университета имени Юлиуса и Максимилиана (научный руководитель — Кристиан Ханник). Издатели со стороны Германии — Петер Тирген (Институт славистики университета Отто Фридриха в Бамберге) и Ганс-Вальтер Водарц (Институт фонетики Франкфуртского университета имени Иоганна Вольфганга Гёте).
С 1997 года в должности младшего научного сотрудника, с 1999 года в должности старшего научного сотрудника Лаборатории обеспеченного компьютером обучения Центра новых информационных технологий в гуманитарном образовании филологического факультета МГУ. В 2023 году присвоено почетное звание «Заслуженный научный сотрудник Московского университета».
С 2025 года в связи с руководством научно-исследовательским проектом Российского научного фонда (РНФ) «Комплексный нейрофизиологический профайлинг мем-информации применительно к восприятию русско- и англоязычных мемов носителями русского языка», (2025—2026 гг.) в должности ведущего научного сотрудника экспериментально-фонетической лаборатории криминалистики по речеведению Института прикладной и математической лингвистики  Московского государственного лингвистического университета (МГЛУ).
В 1998 году на филологическом факультете защищена докторская диссертация «Контрастивное исследование речевого ритма в диахронии и синхронии».
С конца 1990-х годов — постоянный участник и соорганизатор Международных конференций «Speech and Computer» (SPECOM). В 2000-е годы совмещал работу в Лаборатории гендерных исследований МГЛУ, где проводились Международные конференции по гендерной лингвистике, литературоведению и теории коммуникации. С 2003 по 2016 год сотрудничал с Галле-Виттенбергским университетом имени Мартина Лютера. Научный партнер со стороны Германии — Урсула Хиршфельд (Институт речеведения и фонетики того же университета).
С начала 2000-х годов — член докторских диссертационных советов по теории языка, сравнительно-историческому, типологическому и сопоставительному языкознанию, прикладной и математической лингвистике при МГУ (по июнь 2022 года) и МГЛУ.
Продолжительное время состоял в Международном обществе по фонетическим наукам (ISPhS), член Московского гумбольдтовского клуба и ассоциации преподавателей и исследователей в области фундаментальной и прикладной лингвистики (АПИФиПЛ). Имеет более 400 публикаций.
Выступал с лекциями в Университете Прованса (филологический факультет в Экс-ан-Провансе), Трирском университете, Вюрцбургском университете имени Юлиуса и Максимилиана, Галле-Виттенбергском университете имени Мартина Лютера, Йенском университете имени Фридриха Шиллера.
Статья В. В. Потапова «Языковая специфика структурно-компонентной актуализации ритма речи», опубликованная в журнале «Вопросы языкознания» (1993, № 5), представлена среди 7 лучших работ в области ритма чешской речи на портале славистики «Библиография чешской лингвистики», разработанном в Институте чешского языка Академии наук Чехии.
Книга Vsevolod V. Potapov «Dynamik und Statik des sprachlichen Rhythmus: eine vergleichende Studie zum slavischen und germanischen Sprachraum = Dinamika i statika rečevogo ritma: sravnitel’noe issledovanie na materiale slavjanskih i germanskih jazykov» (Köln [etc.], Böhlau, 2001, 309 p.) представлена среди лучших работ (1991—2007) в области сравнительно-сопоставительной лингвистики на сайте «Европейская библиография славянских и восточноевропейских исследований 1991—2007 гг.».
В связи с проблематикой изучения речевого ритма немецкий лингвист-славист Вернер Лефельдт об исследовании В. В. Потапова писал:
Используя индуктивно-эмпирический метод, исследуются, например, устные тексты, чтобы установить, как часто встречаются интервалы длиной в 0, 1, 2, 3..., причем данный текст рассматривается как неделимая единица или он может быть поделен на различные рамочные единицы. Последнюю возможность использует В. В. Потапов (Potapov 2001), когда он делит тексты сначала на фразы, а потом фразы на синтагмы, чтобы затем охарактеризовать эти единицы с точки зрения ритма. Если рассмотреть таким образом несколько текстов, то с помощью статистического метода можно ответить на вопрос, существует ли значимое различие в отношении ритма или нет.
 ... еще раз укажем на моделирование ритмообразующей роли ударения ....
В 2007 году книгу Р. К. Потаповой, В. В. Потапова «Язык, речь, личность» российский лингвист Е. А. Брызгунова охарактеризовала следующим образом:
Мощным стимулом к широкому подходу является книга Р.К. Потаповой и В.В. Потапова "Язык, речь, личность" ... Фундаментальность ее заключается в том, что показана взаимосвязь, дана классификация и даже каталогизация проблем, раскрывающих язык и речь в отношении деятельности человека. Решается проблема антропоморфизма в языкознании.
В 2023 году был приглашен в качестве автора для участия в электронной версии БРЭ: библиографический источник  "Рубен Иванович Аванесов".

## Руководство научно-исследовательскими проектами

### Проекты научных фондов
- Научно-исследовательский проект Российского научного фонда (РНФ) «Комплексный нейрофизиологический профайлинг мем-информации применительно к восприятию русско- и англоязычных мемов носителями русского языка», (2025—2026 гг.).[10]

## Основные труды

### Книги
- Потапов В. В. Речевой ритм в диахронии и синхронии. — М.: МГЛУ, 1996. — 180 с. — ISBN 5-85941-090-5
- Потапов В. В. Краткий лингвистический справочник: Языки и письменность. — М.: Метатекст / Институт языкознания РАН, 1997. — 192 с.
  - 2-е изд., перер. и доп.: Потапов В. В. Краткий лингвистический справочник: Языки и письменность. — М.: Фонд «Развитие фундаментальных лингвистических исследований» / Институт языкознания РАН, 2014. — 272 с. — (Изд. проект)[29] — ISBN 978-5-9551-0682-3
- Златоустова Л. В., Потапова Р. К., Потапов В. В., Трунин-Донской В. Н. Общая и прикладная фонетика. — М.: Изд-во Моск. ун-та, 1997. — 423 с. — ISBN 5-211-03041-9
- Potapov, Vsevolod V. Dynamik und Statik des sprachlichen Rhythmus: Eine vergleichende Studie zum slavischen und germanischen Sprachraum.[30] — Köln; Weimar; Wien: Böhlau Verlag, 2001. — 309 с. (на рус. яз.) — ISBN 3-412-03701-X;
  - 2-е изд., доп.: Потапов В. В. Динамика и статика речевого ритма: Сравнительное исследование на материале славянских и германских языков. — М.: URSS, 2004. — 344 с. — ISBN 5-354-00846-8
  - 3-е изд.: Потапов В. В. Динамика и статика речевого ритма: Сравнительное исследование на материале славянских и германских языков. — М.: URSS, 2016. — 344 с. — ISBN 978-5-354-01522-1
- Потапова Р. К., Потапов В. В. Семантическое поле «Наркотики»: Дискурс как объект прикладной лингвистики. — М.: URSS, 2004. — 192 с. — ISBN 5-354-00775-5
- Потапова Р. К., Потапов В. В. Язык, речь, личность. — М.: Языки славянской культуры, 2006. — 496 с. — (Studia philologica) — ISBN 5-9551-0123-3
- Potapova, Rodmonga K; Potapov, Vsevolod V. Kommunikative Sprechtätigkeit. Russland und Deutschland im Vergleich.[31][32] — Köln, Weimar, Wien: Böhlau Verlag, 2011. — 312 S.(на нем. яз.) — ISBN 978-3-412-20688-8
- Потапова Р. К., Потапов В. В. Речевая коммуникация: От звука к высказыванию. — М.: Языки славянских культур, 2012. — 464 с. — (Studia philologica) — ISBN 978-5-9551-0559-8
- Потапова Р. К., Потапов В. В., Лебедева Н. Н., Агибалова Т. В. Междисциплинарность в исследовании речевой полиинформативности. — М.: Языки славянской культуры, 2015. — 352 с. — (Изд. проект РГНФ)[33] — ISBN 978-5-94457-224-0
- Отечественные лингвисты XX века. Посв. памяти профессора Ф. М. Березина / Отв. ред. В. В. Потапов. — М.: Издательский Дом ЯСК, 2016. — 808 с. — (Studia philologica) — (Изд. проект РГНФ) — ISBN 978-5-9908330-3-6
- Речевая коммуникация в информационном пространстве / Отв. ред. Р. К. Потапова. — М.: URSS, 2017. — 112 с. — ISBN 978-5-9710-3940-2
- Грамматические категории германских языков в антропоцентрической перспективе: коллективная монография / Отв. ред. Д. Б. Никуличева.[34] — М.: Изд-во «Канцлер», 2017. — 286 с.
- Потапова Р. К., Потапов В. В., Лебедева Н. Н., Агибалова Т. В. Поликодовая среда Интернета и проблемы валеологии. — М.: Издательский Дом ЯСК, 2020. — 136 с. — ISBN 978-5-907290-28-0
- Потапова Р. К., Потапов В. В., Комалова Л. Р. Восприятие мультимодальной моно- и полиэтнической коммуникации.[35] — М.: ИНИОН РАН, 2020. — 210 с. — ISBN 978-5-248-00965-7
- Германские языки: текст, корпус, перевод: коллективная монография / Отв. ред. Д. Б. Никуличева.[36] — М.: Институт языкознания РАН, 2020. — 260 с. — ISBN 978-5-6045633-0-4
- Эмпирические исследования германских языков: сборник статей по материалам VII Чтений памяти В. Н. Ярцевой / ред. Д. Б. Никуличева, Н. С. Бабенко, Е. Б. Кротова.[37] — М.: Языкознание, 2024. — 368 с. — ISBN 978-5-6049527-5-7 — doi: 10.37892/978-5-6049527-5-7
- Современная лингвистика: междисциплинарные исследования (= Modern Linguistics: Interdisciplinary Studies): коллективная монография. Вып. 6 / отв. ред. А. В. Иванов. — М.: ФЛИНТА, 2024. — 296 с. — ISBN 978-5-9765-5689-8.
- Новый регионализм: от традиционных форм диалектов к новым реалиям: коллективная монография / РАН ИНИОН. Отдел языкознания. Отв. ред. В. В. Потапов, Е. А. Казак. — М.: ИНИОН РАН, 2025. — 455 с. — (Сер.: Теория и история языкознания). — ISBN 978-5-248-01102-5.

### Интернет-проект «Русская фонетика»
- Кедрова Г. Е., Потапов В. В., Омельянова Е. Б., Егоров А. М., Волкова М. В. Русская фонетика. Электронный учебник[38]. — Государственный координационный центр информационных технологий, Отраслевой Фонд алгоритмов и программ. М., 2002.
- Кедрова Г. Е., Потапов В. В., Егоров А. М., Омельянова Е. Б., Волкова М. В. Компьютерные сетевые технологии в обучении лингвистическим дисциплинам (инновационные учебно-научные Интернет-порталы по русской фонетике)[39] // Речевые технологии. 2009. — № 1. — С. 32—42.
- Потапов В. В. Интонация в понимании пользователя интернет-курса «Фонетика русского языка» (к вопросу о методологии) // Вестник Московского университета. Сер. 9. Филология. 2010. — № 2. — С. 50—60.

### Руководство издательскими проектами и редактирование
- Гендер как интрига познания: альманах / Моск. гос. лингвист. ун-т, Лаб. гендер. исслед./ Гл. ред. И. И. Халеева. — М.: Рудомино, 2002. — 143 с. (Пилотный выпуск: Гендерные исследования в лингвистике, литературоведении и теории коммуникации) — ISBN 5-7380-0184-2
- Язык и речь: проблемы и решения / Под ред. Г. Е. Кедровой, В. В. Потапова. Сб. науч. трудов к юбилею профессора Л. В. Златоустовой. — М.: МАКС Пресс, 2004. — 436 с. — ISBN 5-317-01107-8
- Лингвистическая полифония. Сборник статей в честь юбилея профессора Р. К. Потаповой / Отв. ред. чл.-корр. РАН В. А. Виноградов. М.: Языки славянских культур, 2007. — 1000 с. — (Изд. проект)[40] — ISBN 5-9551-0196-9
- Отечественные лингвисты XX века. Посв. памяти профессора Ф. М. Березина / Отв. ред. В. В. Потапов. — М.: Издательский Дом ЯСК, 2016. — 808 с. — (Studia philologica) — (Изд. проект РГНФ) — ISBN 978-5-9908330-3-6
- Прагмалингвистическое многоголосие[41] / Вестник Московского государственного лингвистического университета, посвященный юбилею профессора Р. К. Потаповой. Выпуск 15 (754). Серия Языкознание. М.: ФГБОУ ВО МГЛУ, 2016. — 230 с. — ISSN 1993-4750
- Норма и вариативность в языке и речи: Сб. науч. трудов / РАН ИНИОН. Центр гуманит. науч.-информ. исслед. Отдел языкознания; отв. ред. Е. А. Казак. — М.: ИНИОН РАН, 2017. — 193 с. — (Сер.: Теория и история языкознания). — ISBN 978-5-248-00826-1
- Язык в глобальном контексте: Современная языковая ситуация как следствие процесса мировой глобализации: Сб. науч. трудов / РАН ИНИОН. Центр гуманит. науч.-информ. исслед. Отдел языкознания; отв. ред. В. В. Потапов, Е. А. Казак. — М.: ИНИОН РАН, 2018. — 202 с. — (Сер.: Теория и история языкознания). — ISBN 978-5-248-00863-6
- Язык в глобальном контексте: Языковые контакты и языковые конфликты в современном мире: Сб. науч. трудов / РАН ИНИОН. Центр гуманит. науч.-информ. исслед. Отдел языкознания; отв. ред. В. В. Потапов, Е. А. Казак. — М.: ИНИОН РАН, 2021. — 226 с. — (Сер.: Теория и история языкознания). — ISBN 978-5-248-00943-5
- Речевая коммуникация в сетевых структурах: между глобальным и локальным: Сб. науч. трудов / РАН ИНИОН. Центр гуманит. науч.-информ. исслед. Отдел языкознания; отв. ред. В. В. Потапов, Е. А. Казак. — М.: ИНИОН РАН, 2022. — 280 с. — (Сер.: Теория и история языкознания). — ISBN 978-5-248-01015-8.
- Новый регионализм: от традиционных форм диалектов к новым реалиям: коллективная монография / РАН ИНИОН. Отдел языкознания. Отв. ред. В. В. Потапов, Е. А. Казак. — М.: ИНИОН РАН, 2025. — 455 с. — (Сер.: Теория и история языкознания). — ISBN 978-5-248-01102-5.

## Награды и звания
- Стипендиат Германского научного фонда Александра фон Гумбольдта (Вюрцбургский университет имени Юлиуса и Максимилиана, 1994—1996, 1998, 2000)
- Лауреат конкурса молодых ученых МГУ (диплом I степени) (1997)
- Лауреат конкурса работ, способствующих решению задач «Программы развития Московского университета»[42] (2017)
- Лауреат конкурса работ, способствующих решению задач «Программы развития Московского университета», в номинации «Выдающиеся публикации» (2019)
- Лауреат конкурса работ, способствующих решению задач «Программы развития Московского университета», в номинации «Выдающиеся публикации» (2020)
- Лауреат конкурса работ, способствующих решению задач «Программы развития Московского университета», в номинации «Выдающиеся публикации»[43] (2021)
- Лауреат конкурса работ, способствующих решению задач «Программы развития Московского университета», в номинации «Выдающиеся публикации»[44] (2022)
- Лауреат III Всероссийского конкурса монографий «Фундамент науки» (особый выбор жюри) за монографию «Восприятие мультимодальной моно- и полиэтнической коммуникации» (Потапова Р. К., Потапов В. В., Комалова Л. Р. Институт научной информации по общественным наукам РАН)[45]: Академическая премия (2022)
- Лауреат конкурса работ, способствующих решению задач «Программы развития Московского университета», в номинации «Выдающиеся научные статьи»[46] (2023)
- Почетное звание «Заслуженный научный сотрудник Московского университета»[9] (2023)
- Благодарность Вюрцбургского университета имени Юлиуса и Максимилиана (Германия) за ценную поддержку и преданность делу в качестве посла выпускников в рамках «Контактов выпускников за рубежом» (сертификат выпускника Вюрцбургского университета имени Юлиуса и Максимилиана, подписанный президентом университета доктором психологии, профессором Паулем Паули[нем.])[47] (2025)